# Yukimi Fujimoto
 (octobre 2012).
Pour les articles homonymes, voir Fujimoto.
Yukimi Fujimoto (藤本有紀美, Fujimoto Yukimi, née le 11 avril 1992 à Tokyo, au Japon) est une chanteuse, actrice, présentatrice et doubleuse japonaise, idole au sein du groupe Passpo☆.

## Biographie
Yukimi Fujimoto est née à Tokyo le 11 avril 1992.

## Discographie

### Avec Passpo☆
Singles
- 31 mars 2010 : Let It Go!!

Albums

### Autres participations
Singles
Albums

## Filmographie
Films
Drama
Internet
Théâtre
Clips de karaoke

## Divers
Programmes TV
DVD
Comédies musicales et théâtres
Radio